# پاتریچا وتسولی
پاتریچا وتسولی (ایتالیایی: Patricia Vezzuli؛ زادهٔ ۳۱ مهٔ ۱۹۷۹) بازیگر اهل ایتالیا است.
از فیلم‌ها یا مجموعه‌های تلویزیونی که وی در آن‌ها نقش داشته‌است، می‌توان به زندگی اشاره نمود.